# Lolo Ferrari
Ève Geneviève Aline Vallois (Clermont-Ferrand, 9 de febrero de 1963-Grasse, 5 de marzo de 2000), conocida por su nombre artístico Lolo Ferrari, fue una bailarina, cantante y actriz pornográfica francesa conocida como «la mujer con los implantes mamarios más grandes del mundo».
En 1995 entró en la escena internacional y apareció en el Libro Guinness de los Récords francés en 1996 y 1999. Su muerte en 2000 se consideró un suicidio.

## Biografía
Nacida en Clermont-Ferrand, Puy-de-Dôme, Francia, Ève Valois se crio en la ciudad balneario de La Baule, en la costa atlántica. A menudo hablaba de su infancia infeliz, con su padre ausente y su madre Catherine Valois (de soltera Ferrari) a disgusto. En su adolescencia, obtuvo algunos trabajos como modelo.
En 1988 se casó con Éric Vigne, un antiguo traficante de drogas 15 años mayor que ella que acababa de salir de prisión. Comenzó entonces a trabajar como modelo con su marido como representante. También trabajó como prostituta, y su marido fue detenido por ser su chulo.
Animada por Vigne, se sometió, a partir de 1990, a numerosas operaciones de cirugía plástica para crearse un 180 centímetros (70,9 plg) busto (originalmente tenía un busto de 37 pulgadas). Se sometió a 22 aumentos, lo que constituye un Récord Mundial Guinness. El Libro Guinness de los Récords (2003) indica que cada uno de sus pechos pesaba 2,8 kilogramos (6,2 lb) y contenía tres litros de salina.
Llevaba un sujetador especialmente diseñado. Sus medidas de sujetador han sido dadas por varias fuentes como 58F, 54G, aunque estas medidas parecen falsas, ya que los pechos de tamaño similar tienen una talla de sujetador de alrededor de 36T o 36MMM. Se dice que los implantes mamarios fueron diseñados por un ingeniero que participó en el diseño del Boeing 747.
En entrevistas, ha dicho sobre sus cirugías: "Todo esto ha sido porque no soporto la vida. Pero no ha cambiado nada" y "Estaba asustada y avergonzada; quería cambiar mi cara, mi cuerpo, transformarme. Quería morirme, de verdad".

## Trayectoria
Tras los aumentos de pecho, adoptó el nombre artístico de «Lolo», una palabra del argot francés que significa pechos, junto con «Ferrari» como apellido, e hizo algunas películas pornográficas. El uso del nombre Ferrari (que justificó por ser el apellido de su abuelo materno) le valió largos litigios por infracción de marca con la empresa automovilística italiana Ferrari cuando intentó comercializar una línea de ropa interior llamada Ferrari Underwear y una muñeca Lolo Ferrari.
Para promocionarse, acudió con su marido al Festival de Cannes en 1995. Allí ganó el campeonato europeo de senos grandes, se convirtió en la favorita de los fotógrafos y se convirtió en el centro de atención internacional. Aparece en la película belga Camping Cosmos de Jan Bucquoy y el productor Francis De Smet; sus pechos le hicieron una enorme publicidad a la película. Empezó a aparecer en programas de televisión y a protagonizar películas eróticas, más tarde pornográficas y grabó dos canciones (Airbag Generation y Set Me Free) que no tuvieron mucho éxito. También interpretó varias veces en televisión una canción llamada Dance!, Dance!, Dance!, al igual que un cover del éxito de música Disco Europea "Don't Leave Me This Way", de Thelma Houston. Ambas canciones -aparentemente- nunca fueron grabadas en estudio.
En 1997 tuvo un breve paso por Venezuela, donde se presentó en el programa televisivo Super Sábado Sensacional de Venevisión.

## Muerte
La mañana del 5 de marzo de 2000, a la edad de 37 años, Ferrari fue encontrada muerta, por causas indeterminadas, por su marido en su casa de Grasse, en el departamento de Alpes Marítimos, en la Costa Azul. La autopsia original determinó que había muerto de una sobredosis de antidepresivos y tranquilizantes. Había estado deprimida y su muerte se consideró un suicidio. Sus padres sospecharon que su marido estaba implicado y se aprobó una segunda autopsia dos años después. Esta segunda autopsia determinó que no se podía descartar la asfixia inducida mecánicamente. Su viudo fue sospechoso de causar su muerte, fue detenido y pasó 13 meses en prisión. Tras un segundo análisis médico, fue finalmente absuelto de los cargos en 2007.
Cuando Channel 4 emitió la necrológica de Ferrari en Eurotrash, lo hizo con un doblaje directo en señal de respeto (normalmente, el doblaje de Eurotrash es exagerado para enfatizar el humor); terminaba con un pie de foto que decía «Lola Ferrari 1970-2000»; un error, dado que su año de nacimiento fue en realidad 1963. En 2005, la cadena emitió un documental sobre su vida, con entrevistas a ella, su marido, su madre y su cirujano plástico.

## Filmografía
- Big DD (1996)
- Camping Cosmos (1996) de Jan Bucquoy
- Double Airbags (1996)
- Le King de ces Dames (1999)
- Lolo Ferrari Special - The Biggest Tits In The World
- Mega Tits
- Planet Boobs (1996)
- Quasimodo d'El Paris (1999), de Patrick Timsit, película en la que interpreta el papel de hada.
- Der Generalmanager oder How to sell a tit wonder (2006)
- Voulez-vous coucher avec moi?

## Discografía
- "Airbag Generation"
- "Set Me Free"